# هالگارتن (رهاینگاو)
هالگارتن (به آلمانی: Hallgarten) یک منطقهٔ مسکونی در آلمان است که در اوستریش-وینکل واقع شده‌است. هالگارتن ۲٬۳۰۰ نفر جمعیت دارد.